# Абхазский католикосат
Абха́зский католикоса́т (груз. აფხაზეთის საკათალიკოსო) — церковно-каноническая и административно-территориальная структура на территории Западной Грузии, с центром сперва в Пицунде (Абхазия), позже в Гелати (Имеретия), учреждённая Антиохийским Патриархатом в VIII веке на основе уже существовавшей с начала IV века Абазгийской епархии Константинопольского Патриархата. Католикосат де факто являлся автокефальной церковью. Церковная юрисдикция распространялась по всей Западной Грузии: его северная граница проходила по Кавказскому хребту, естественной западной границей являлось Чёрное море, на востоке территории Абхазский католикосат ограничивал Лихский (Сурамский) хребет, на юге и юго-западе — Месхетский хребет и река Чорохи.
Правопреемником Абхазского католикосата себя считает каноническая Грузинская православная церковь, но также Абхазская православная церковь и Анакопийская епархия, непризнанные однако другими поместными православными церквями.

## История
Согласно С. Раппу, вопрос о дате учреждения абхазского католикосата остаётся без ответа, хотя вполне возможно, что это произошло уже в IX/X веке.
Наметившаяся в первой половине VIII века тенденция к суверенизации Абазгии от Византии, привёдшая к образованию Абхазского царства, подтолкнула к стремлению к оформлению независимости также и в церковном отношении. В середине VIII века власти Абхазии посылают большую церковную делегацию в Антиохию с целью поставления в Абхазию своего абхазского католикоса. На Соборе Антиохийской Церкви, возглавляемой Патриархом Феофилактом, было решено рукоположить во епископа и возвести в сан католикоса одного из них, по имени Иоанн, а другого поставить в сан епископа. Католикос Иоанн и его преемники должны были «поминать при богослужении Антиохийского патриарха», то есть самостоятельность, дарованная Абхазской Церкви в первой половине VIII века заключалась в праве избирать и рукополагать католикосов собором местных епископов. По возвращении в Абхазию, католикос Иоанн, местом своей епископской кафедры избирает город Пицунду.
Данный период характеризуется широким распространением христианства в Абхазии.
Объединение Грузинского царства было довершено в XII веке при Давиде IV Строителе, когда был окончательно ликвидирован Тбилисский эмират и столица государства перенесена из Кутаиси в Тбилиси. Параллельно происходило и церковное объединение: католикос Мцхетский распространил свою духовную власть на всю Грузию, включая Абхазскую Церковь, в результате чего получил титул Католикоса-Патриарха всей Грузии. В середине XIII века абхазский католикос играл важную роль в церемонии коронации грузинского царя. В результате покорения монголами Грузии единое Грузинское государство распалось на два — восточное во главе с царём Давидом Улу и западное с царём Давидом VI Нариным, что повлекло и церковное разделение. В 1290 году в грамоте царя Давида VI впервые упомянут Абхазский Католикосат.
В 1390 году, на Пицундский престол был возведён католикос Арсений. Католикос Арсений был уроженцем Западной Грузии и оказался на престоле абхазских католикосов благодаря военному походу мегрельского владетеля Вамеха Дадиани на Джигетию (Адыгею) и Абхазию в 1390 году.
Во второй половине XVI века произошло перенесение кафедры абхазских католикосов из Пицунды в Гелатский монастырь в Западной Грузии. С этого времени католикосы стали именоваться «католикосами Абхазскими и Имеретинскими», с XVII века «Имеретинскими и Абхазскими».
Последний Абхазский католикос Максим II, из княжеской фамилии Абашидзе, из-за политических разногласий с имеретинским царём Давидом, был вынужден уехать жить на территорию Российской империи. Царь Давид напротив думал о политической самостоятельности своего государства, используя поддержку Турции. По дороге в Палестину католикос Максим II в 1795 году скончался в Киево-Печерской Лавре. Со смертью этого католикоса прекратил своё существование Абхазский католикосат.
Формально котоликосат был упразднён 30 августа 1814 года и включён в состав Грузинского экзархата Русской православной церкви. А местоблюстители кафедры абхазских католикосов: митрополит Досифей (Церетели) и митрополит Евфимий (Шервашидзе), в 1819 году были удалены из Имеретии.

## Список глав церкви
- Николай (конец XIII века)
- Арсений (ок. 1390 г.)
- Даниил (конец XIV века)
- Иоахим (1470-е гг.)
- Стефан (1490—1516)
- Малахия I Абашидзе (1519—1540)
- Евдемий I Чхетидзе (1557—1578)
- Евфимий I Сакварелидзе (1578—1616)
- Малахия II Гуриели (1616—1639)
- Григорий I (1639 г.)
- Максим I Мачутасдзе (1639—1657)
- Захари Квариани (1657—1660)
- Симеон I Чхетидзе (1660—1666)
- Евдемиос II Сакварелидзе (1666—1669)
- Евфимий II Сакварелидзе (1669—1673)
- Давид Немсадзе (1673—1696)
- Григорий II Лордкипанидзе (1696—1742)
- Герман Цулукидзе (1742—1751)
- Виссарион Эристави (1751—1769)
- Иосиф Багратион (1769—1776)
- Максим II Абашидзе (1776—1795)
- Досифей Церетели (местоблюститель; 1792—1814)